# Can Roure (Vilobí d'Onyar)
Can Roure és una casa orientada a llevant de dues plantes i vessants a laterals, situada al municipi de Vilobí d'Onyar (Selva). Es tracta d'una construcció senzilla que manté l'estructura original i alguns dels element més característics. Forma part de l'Inventari del Patrimoni Arquitectònic de Catalunya.

## Descripció
El portal és quadrangular amb llinda de fusta i moltes de les obertures són de pedra, però realitzades en la restauració. L'element més destacable és la finestra central amb impostes, de quatre arquets amb uns gravats de motius geomètrics i espitllera sota l'ampit. Aquesta finestra és l'única que pertany a l'edifici original i és d'una tipologia que no es repeteix en cap altre edifici de la zona.
L'interior ha estat totalment reformat i les dependències destinades al bestiar, de la crugia de l'esquerra, s'han incorporat a l'habitatge. Els forjats són nous fets amb bigues de formigó. El paviment és de toves i conserva l'escala de pedra. Al primer pis es manté el festejador de la finestra principal.
El parament és de maçoneria i s'observa la utilització de la pedra tosca del volcà de la Crosa de Sant Dalmai. Les dependències de la dreta fa pocs anys han estat també habilitades com a casa independent. A l'exterior es conserva el pou i un cobert fet de rajols amb coberta de vessants a laterals.

## Història
Can Roure era una masoveria de can Rodó. A finals del segle xx, quan la van deixar els últims masovers, se la va quedar un dels fills del propietari de can Rodó. Fins aquella data no havia estat objecte de cap intervenció. L'any 1989 es va restaurar totalment tot i conservar l'estructura i els elements més característics. El 2003 es va fer un nou habitatge en la part de l'antic graner.